# What About Today?
What About Today? – album amerykańskiej piosenkarki Barbry Streisand, wydany w 1969 roku. W przeciwieństwie do jej poprzednich płyt, był utrzymany we współczesnej stylistyce pop i zawierał kompozycje z repertuaru m.in. The Beatles i Paula Simona. Nie był jednak sukcesem komercyjnym i jest jedną z nielicznych pozycji w dyskografii Streisand, która nie otrzymała żadnego certyfikatu sprzedaży od Zrzeszenia Amerykańskich Wydawców Muzyki.

## Lista utworów
Strona A
| 1. | „What About Today?”             | 2:57  |
|    |                                 |       |
| 2. | „Ask Yourself Why”              | 3:03  |
|    |                                 |       |
| 3. | „Honey Pie”                     | 2:39  |
|    |                                 |       |
| 4. | „Punky’s Dilemma”               | 3:29  |
|    |                                 |       |
| 5. | „Until It’s Time for You to Go” | 2:55  |
|    |                                 |       |
|    |                                 | 15:03 |
|    |                                 |       |
Strona B
| 1. | „That’s a Fine Kind o’ Freedom”      | 3:02  |
|    |                                      |       |
| 2. | „Little Tin Soldier”                 | 3:53  |
|    |                                      |       |
| 3. | „With a Little Help from My Friends” | 2:40  |
|    |                                      |       |
| 4. | „Alfie”                              | 3:20  |
|    |                                      |       |
| 5. | „The Morning After”                  | 2:40  |
|    |                                      |       |
| 6. | „Goodnight”                          | 3:44  |
|    |                                      |       |
|    |                                      | 19:19 |
|    |                                      |       |

## Twórcy
- Barbra Streisand – śpiew
- Peter Matz, Michel Legrand, Don Costa – aranżacje
- Don Meehan – inżynier dźwięku
- Richard Avedon – fotografia

## Notowania
| Kraj                              | Pozycja |
| --------------------------------- | ------- |
| Kanada                            | 26      |
| Stany Zjednoczone (Billboard 200) | 31      |